# Еналвил
Еналвил (фр. Emalleville) насеље је и општина у северној Француској у региону Горња Нормандија, у департману Ер која припада префектури Евре.
По подацима из 2011. године у општини је живело 527 становника, а густина насељености је износила 125,78 становника/km². Општина се простире на површини од 4,19 km². Налази се на средњој надморској висини од 135 метара (максималној 142 m, а минималној 120 m).

## Демографија
| 1962. | 1968. | 1975. | 1982. | 1990. | 1999. | 2011. |
| ----- | ----- | ----- | ----- | ----- | ----- | ----- |
| 59    | 79    | 142   | 218   | 396   | 494   | 527   |

График промене броја становника у току последњих година